# Irving Rapper
Irving Rapper (* 16. Januar 1898 in London; † 20. Dezember 1999 in Los Angeles, Kalifornien) war ein britisch-US-amerikanischer Filmregisseur.

## Leben
Der gebürtige Londoner Rapper emigrierte mit seiner Familie im Alter von acht Jahren in die USA. Während seines Studiums der Rechtswissenschaften an der New York University entwickelte er ein Interesse am Theater und begann gleichzeitig am Broadway zu arbeiten. Nachdem er als Schauspieler angefangen hatte, erarbeitete er sich als Bühnenregisseur in New York und London einen ersten Ruf. 1936 erhielt er einen Vertrag bei Warner Brothers, was seinen Einstieg bei der Filmindustrie in Hollywood bedeutete. In den folgenden Jahren arbeitete er als Regieassistent sowie Dialoge-Einüber mit den Schauspielern, unter anderem unter Regisseur William Dieterle bei den populären Filmen Louis Pasteur, Das Leben des Emile Zola und Juarez.
1941 wurde Rapper für das Drama Shining Victory von Warner zum Regisseur befördert. Einen ersten größeren Erfolg hatte er noch im selben Jahr mit seinem zweiten Film, der Literaturverfilmung Mit einem Fuß im Himmel (One Foot in Heaven), die eine Nominierung zum Oscar als „Bester Film“ erhielt. Nachdem der Warner-Star Bette Davis bereits in Shining Victory einen Cameo gehabt hatte, drehte Rapper vier weitere Filme mit ihr als Hauptdarstellerin. Nachhaltige Berühmtheit erlangte dabei vor allem Reise aus der Vergangenheit, das heute als eines der besten Hollywood-Melodramen der 1940er gilt. Aus dem Film wurde besonders die Zigarettenanzünde-Szene zwischen Davis und ihrem Co-Star Paul Henreid berühmt. Danach drehten Rapper und Davis – die er später als „sowohl die beste Schauspielerin als auch die unmöglichste Frau“ beschrieb – zusammen noch Das grüne Korn, Trügerische Leidenschaft und Gift für den Anderen. Für seine 1944 erschienene Filmbiografie Die Abenteuer Mark Twains (The Adventures of Mark Twain) mit Fredric March als Mark Twain arbeitete Rapper mit dem US-amerikanischen Schriftsteller Harold Sherman zusammen, der das Drehbuch schrieb. Im darauffolgenden Jahr drehte Rapper für Warner mit Rhapsodie in Blau eine zweite Filmbiografie, dieses Mal über George Gershwin.
Ab Ende der 1940er-Jahre arbeitete Rapper ohne ein festes Studio. 1950 drehte Rapper mit Die Glasmenagerie die erste von unzähligen Verfilmungen eines Theaterstücks von Tennessee Williams. Der unter Rappers Regie gedrehte Film Roter Staub (The Brave One) erhielt bei der Oscarverleihung 1957 einen Oscar für die „Beste Originalgeschichte“, geschrieben unter einem Pseudonym von Dalton Trumbo, der aufgrund seiner kommunistischen Überzeugungen in der McCarthy-Ära ein Arbeitsverbot in Hollywood hatte. Zudem erhielt der Film jeweils eine Nominierung in der Kategorie „Bester Schnitt“ und „Bester Ton“. 1958 arbeitete er mit Gene Kelly und Natalie Wood bei Die Liebe der Marjorie Morningstar. Ähnlich wie viele Regieveteranen aus dem klassischen Hollywood ließ Rappers Erfolg mit dem Wegbrechen des Studiosystems deutlich nach. In den 1960er-Jahren führte er in Italien bei drei Filmen die Regie, und seine letzten beiden (1970 und 1978 erschienenen) Filme stießen nur auf geringe Resonanz.
Rapper war homosexuell. Er lebte ab 1995 im Motion Picture & Television Country House und starb dort im Dezember 1999 im Alter von 101 Jahren.
Rappers Regiearbeiten werden retrospektiv als „zum Theatralischen tendierend“ bezeichnet, wobei er „wie kein zweiter in der Lage war, das schauspielerische Können seiner Akteure nuanciert in Szene zu setzen“.

## Filmografie (Auswahl)
Filmografie als Regisseur (komplett)
- 1941: Shining Victory
- 1941: Mit einem Fuß im Himmel (One Foot in Heaven)
- 1942: Die Gaylords (The Gay Sisters)
- 1942: Reise aus der Vergangenheit (Now, Voyager)
- 1944: Die Abenteuer Mark Twains (The Adventures of Mark Twain)
- 1945: Das grüne Korn (The Corn is Green)
- 1945: Rhapsodie in Blau (Rhapsody in Blue)
- 1946: Trügerische Leidenschaft (Deception)
- 1947: The Voice of the Turtle
- 1949: Anna Lucasta
- 1950: Die Glasmenagerie (The Glass Menagerie)
- 1951: Gift für den Anderen (Another Man’s Poison)
- 1953: Die pikanten Jahre einer Frau (Forever Female)
- 1953: Bad for Each Other
- 1956: Strange Intruder
- 1956: Roter Staub (The Brave One)
- 1958: Die Liebe der Marjorie Morningstar (Marjorie Morningstar)
- 1959: Die Madonna mit den zwei Gesichtern (The Miracle)
- 1961: Konstantin der Große (Costantino il grande)
- 1961: Giuseppe venduto dai fratelli
- 1962: Pontius Pilatus – der Statthalter des Grauens (Ponzio Pilato)
- 1970: The Christine Jorgensen Story
- 1978: Die Colson Affäre (Born Again)

Regieassistent (Auswahl)
- 1940: Hölle, wo ist dein Sieg? (All This, and Heaven Too) Dialogregie und Regie-Assistenz